# Jaylon Tyson
Jaylon La Rone Tyson (Allen, 2 de dezembro de 2002) é um jogador norte-americano de basquete profissional que atualmente joga no Cleveland Cavaliers da National Basketball Association (NBA) e no Cleveland Charge da G-League.
Ele jogou basquete universitário pela Universidade do Texas em Austin, Texas Tech e na Universidade da Califórnia em Berkeley e foi selecionado pelos Cavaliers como a 20° escolha geral no draft da NBA de 2024.

## Início da vida e carreira no ensino médio
Tyson cresceu em Plano, Texas. Ele estudou na John Paul II High School em Plano e ajudou o time a vencer seu primeiro título estadual em seu terceiro ano, durante o qual ele teve médias de 23,3 pontos, 5,8 rebotes e 2,1 assistências.
Em seu último ano, Tyson os ajudou a chegar às semifinais estaduais com um recorde de 26–2, sendo nomeado o MVP do distrito e para a Primeira-Equipe de todos os estados, com médias de 22,3 pontos, 4,7 rebotes, 4,1 assistências e 2,1 roubos de bola. Classificado como o 34º melhor recruta na classe de 2021 pela Rivals, ele se comprometeu a jogar basquete universitário pela Universidade do Texas em Austin.

## Carreira universitária
Em seu primeiro ano em Texas, Tyson jogou em oito jogos e teve médias de 6,9 minutos e 1,8 pontos. Ele então entrou no portal de transferência da NCAA. Tyson finalmente se comprometeu a jogar por Texas Tech, para quem ele havia se comprometido a jogar no ensino médio antes de ir para Texas.
Tyson foi titular em 31 jogos por Texas Tech em 2022–23, o terceiro maior número do time, e teve médias de 10,7 pontos e 6,1 rebotes. Ele entrou no portal de transferência pela segunda vez após a temporada, citando comentários racistas feitos pelo técnico Mark Adams, que mais tarde foi suspenso e renunciou. Ele se comprometeu com a Universidade da Califórnia em Berkeley.
Em outubro de 2023, a NCAA inicialmente negou a isenção de elegibilidade de Tyson por se ter transferido duas vezes, apesar de seu motivo de transferência ser baseado em discriminação na Texas Tech, que as regras da NCAA mencionaram como critérios válidos para uma isenção de elegibilidade. Ele finalmente recebeu elegibilidade em 9 de novembro e entrou na escalação inicial do time.

## Carreira profissional

### Cleveland Cavaliers / Charge (2024–Presente)
Em 26 de junho de 2024, Tyson foi selecionado pelo Cleveland Cavaliers como a 20ª escolha geral no draft da NBA de 2024 e em 3 de julho, ele assinou um contrato de 4 anos e US$16.1 milhões com os Cavs.

## Estatísticas da carreira

### Universitário
| Ano      | Equipe     | PJ | PT | MPJ  | AP   | 3P   | LL   | RT  | AS  | BR  | TO | PPJ  |
| -------- | ---------- | -- | -- | ---- | ---- | ---- | ---- | --- | --- | --- | -- | ---- |
| 2021–22  | Texas      | 8  | 0  | 6.9  | .400 | .000 | .667 | 1.1 | .4  | .5  | .3 | 1.8  |
| 2022–23  | Texas Tech | 31 | 31 | 28.9 | .483 | .402 | .723 | 6.1 | 1.3 | 1.4 | .4 | 10.7 |
| 2023–24  | California | 31 | 30 | 34.3 | .465 | .360 | .796 | 6.8 | 3.5 | 1.2 | .5 | 19.6 |
| Carreira | Carreira   | 70 | 61 | 23.3 | .449 | .254 | .728 | 4.6 | 1.7 | 1.0 | .3 | 10.7 |

Fonte:

## Vida pessoal
O irmão mais velho de Tyson, Berron, jogou futebol americano universitário em South Alabama, onde agora atua como treinador fisico, enquanto seu irmão mais novo, Jordyn, atualmente joga como wide receiver em Arizona State. Seu pai, John Tyson, jogou futebol americano em Florida A&M.